# Ljubo Benčić
Ljubo Benčić (Stari Grad, 2. siječnja 1905. – Zagreb, 28. veljače 1992.), bivši hrvatski nogometni igrač i trener.

## Igračka karijera

### Klupska karijera
Prvi nastup u dresu Hajduka bio mu je protiv Borca iz Splita, u prvenstvu splitskog nogometnog podsaveza, 23. listopada 1921. Nastupio je u početnom sastavu i postigao zgoditak. U ovoj utakmici Hajduk je pobijedio s 3:1. prva dva gola dali su Mantler i Zelić i Benčić treći.
Legendarni strijelac već 1923. je počeo polako ulaziti u igru Hajduka da bi već 2 sezone kasnije, s 18 godina bio najbolji strijelac momčadi s 43 pogotka. Do 1925. bilježi 100 utakmica, a do 1930. čak 300 golova u "bilom" dresu. Do 1933. je u 353 utakmice sakupio 355 pogodaka. U sezonama 1927. i 1929. bio je prvak države, a između te dvije godine i najbolji strijelac lige. Velebnu karijeru mu je usporila ozljeda koljena 1933. zbog koje je išao na operaciju u Trst. Vratio se nogometu, ali ne i starim golgeterskim navikama. Već dvije godine kasnije prekida karijeru.
Statistika u Hajduku
| Natjecanje        | Nastupi | Zgoditci |
| ----------------- | ------- | -------- |
| Prvenstvo         | 71      | 43       |
| Kup               | 9       | 6        |
| Superkup          | 0       | 0        |
| Međunarodne       | 0       | 0        |
| Splitski podsavez | 32      | 56       |
| Ukupno            | 112     | 105      |
| Prijateljske      | 241     | 250      |
| Sveukupno         | 353     | 355      |

### Reprezentativna karijera
Samo tri godine igrao je u državnom dresu u kojem bilježi 2 gola u 5 utakmica. Debitirao je u mitskom susretu s Čehoslovačkom kada je jugoslavensku reprezentaciju činilo 10 igrača Hajduka. Oprostio se golom, opet protiv istog protivnika 28. listopada 1927.

## Trenerska karijera
Nakon igračke karijere bio je u dva navrata trener matičnog mu kluba, i to od 1939. do 1941. prije prekida zbog rata, te tijekom rata dok je klub djelovao kao HŠK Hajduk (tek nakon utakmice u Gravini 13. kolovoza 1944. protiv Britanskog garnizona Ortanuova Hajduk nastupa s novim imenom, HŠK Hajduk - NOVJ, a od 10. rujna 1944. protiv Brit. garnizona u Traniju kao "Hajduk - NOVJ", a u
Dnevnoj zapovijedi od 23. svibnja 1945. kao "Hajduk - JA"). A zatim i poslije rata do 1948. U međuvremenu je, 1945. trenirao Milicionera iz Zagreba. 1957. zajedno s Vukasom trenira seniorsku, kasnije i juniorsku momčad talijanske Bologne. Po povratku u zemlju trenira Trešnjevku, a kasnije i Zadar. Zanimljivo je da je Benčić bio trener hrvatske reprezentacije koja je pobijedila Indoneziju (5:2). Bila je to jedina međunarodna utakmica koju je hrvatska reprezentacija odigrala u vrijeme dok je bila sastavni dio Jugoslavije.